# 705 Erminia
Erminia (asteróide 705) é um asteróide da cintura principal com um diâmetro de 134,22 quilómetros, a 2,771456 UA. Possui uma excentricidade de 0,0520446 e um período orbital de 1 825,88 dias (5 anos).
Erminia tem uma velocidade orbital média de 17,41938077 km/s e uma inclinação de 25,00988º.
Esse asteróide foi descoberto em 6 de Outubro de 1910 por Emil Ernst.